# Sarothrura pulchra
Sarothrura pulchra là một loài chim, từng được xếp trong họ Rallidae, nhưng gần đây được xếp trong họ Sarothruridae.
Loài này được tìm thấy ở Angola, Benin, Burundi, Cameroon, Cộng hòa Trung Phi, Cộng hòa Congo, Cộng hòa Dân chủ Congo, Bờ Biển Ngà, Guinea Xích Đạo, Gabon, Gambia, Ghana, Guinea, Guinea-Bissau, Kenya, Liberia, Nigeria, Rwanda, Senegal, Sierra Leone, Nam Sudan, Tanzania, Togo, Uganda, và Zambia.